# Jaime Montestrela
Jaime Montestrela est un écrivain qu'Hervé Le Tellier dit avoir découvert et dont il aurait traduit une partie des nouvelles. Il est censé être un poète portugais, né le 12 juin 1925 à Lisbonne, mort à Paris le 8 novembre 1975.
Contes liquides, « traduction » par Hervé Le Tellier de ses Contos aquosos, a reçu en 2013 le grand prix de l'humour noir Xavier-Forneret.

## Biographie
Selon Hervé Le Tellier, Jaime Montestrela est né en 1925 de mère espagnole et de père portugais. Il a vécu durant la dictature salazariste. Il fait des études de médecine et commence une carrière de psychiatre à l’hôpital Miguel Bombarda de Lisbonne. En 1950, il publie un recueil de poésie engagée, Prisão, sous le nom de Jaime Caxias, du nom de la prison où sont détenus les prisonniers politiques.  Arrêté par la PIDE et torturé, il s'exile au Brésil à Rio de Janeiro en 1951, et devient l’ami de l’écrivain et critique Jorge de Sena, avant de quitter le pays en 1965, quand les militaires prirent  le pouvoir. Il s'installe ensuite à Paris, où il meurt en 1975 d’une rupture d’anévrisme.
Selon les éditions de l'Attente, il aurait commencé la rédaction de ses Contos aquosos à Paris lors des événements de mai 68 et l'aurait poursuivie pendant 4 ans à raison de deux ou trois contes par semaine.

## Œuvre
Les éditions de l'Attente indiquent les œuvres suivantes:
- Prisão (1950)
- Cidade de lama (1962)
- Contos aquosos (1974), traduits (pour partie) en français par Hervé Le Tellier, sous le titre de Contes liquides, éditions de l'Attente, 2012.